# Contea di Menifee
La contea di Menifee in inglese Menifee County è una contea dello Stato del Kentucky, negli Stati Uniti. La popolazione al censimento del 2000 era di 6 556 abitanti. Il capoluogo di contea è Frenchburg